# HIP 106924
HIP 106924 (G 231-52 / BD+59 2407 / Ross 659) es una estrella de magnitud aparente +10,39 situada en la constelación de Cefeo.
Se encuentra a 214 años luz del sistema solar.
A diferencia de la mayor parte de las estrellas de nuestro entorno, que son estrellas del disco galáctico, HIP 106924 proviene del halo galáctico, la región del espacio que rodea la Vía Láctea.
Las llamadas estrellas del halo exhiben una metalicidad muy baja ([M/H] ≤ -1,6), así como velocidades de rotación alrededor del centro de la galaxia claramente retrógradas.
En general, se las considera estrellas muy antiguas.
La cinemática de HIP 106924 es distintiva de una estrella del halo.
El radio medio de su órbita galáctica es de 150,75 kilopársecs, mientras que su máxima distancia respecto al plano galáctico es de 49,767 kilopársecs.
La excentricidad de dicha órbita (ε = 0,998) indica sin lugar a dudas que es una visitante ocasional cruzando el disco galáctico.
El análisis elemental de HIP 106924 sigue las pautas encontradas en otras estrellas del halo. Muestra una metalicidad extremadamente baja ([Fe/H] = -1,81), equivalente al 1,5% de la que tiene el Sol. Algunos elementos como aluminio, magnesio o titanio no son tan escasos, pero el manganeso representa un caso extremo, pues su contenido apenas alcanza el 0,4% del valor solar.
HIP 106924 tiene tipo espectral G1, siendo su temperatura efectiva de 5370 - 5400 K, más baja de lo que cabría esperar en una estrella de disco de su mismo tipo. Su luminosidad equivale al 32% de la del Sol y tiene una masa de 0,47 masas solares.